# Victoria Georgieva
Victoria Georgieva (en bulgare : Виктория Георгиева), simplement dite Victoria, est une auteure-interprète bulgare, née le 21 septembre 1997 à Varna.
Elle doit représenter la Bulgarie au Concours Eurovision de la chanson 2020 avec sa chanson Tears Getting Sober, à la suite de la sélection grâce au concours Factor X Bulgarie. À la suite de la pandémie de Covid-19, le Concours Eurovision de la chanson 2020, censé se dérouler à Rotterdam, est annulé. Cependant, Victoria participe finalement au Concours Eurovision de la chanson 2021.

## Carrière
Victoria commence à chanter à 11 ans. Après avoir été dans le studio musical « Angel Voice » où sa professeure est Atanaska Lipcheva, elle participe trois fois aux auditions de Factor X mais elle est trop jeune et ne passe pas les qualifications.
En 2015, après 3 essais ratés, elle atteint finalement les shows en direct. Et perd en neuvième semaine.
Bien qu'elle n'ait pas gagné Factor X, elle reçut une offre pour rejoindre Virginia Records, mais la décline.
En 2016, elle rejoint Monte Music et le 10 juin son premier single sort. Nishto Sluchayno est produit par Bashmotion en compagnie d'autres artistes comme Venzy et Niki Bakalov
Le 25 novembre 2019, il est annoncé que Victoria représentera la Bulgarie à l'Eurovision 2020. Le 7 mars 2020, sa chanson Tears Getting Sober est révélée. À la suite de la pandémie de Covid-19, la compétition est reportée à l'année suivante. Ainsi, Victoria représente la Bulgarie à l'Eurovision 2021 avec la chanson Growing Up Is Getting Old. 

## Discographie

### Singles
- 2016 : Nishto Sluchayno (featuring Niki Bakalov and VenZy)
- 2016 : Nezavarshen Roman
- 2017 : Chast Ot Men
- 2018 : Stranni Vremena
- 2019 : I Wanna Know